# 정현교
정현교(1945년 ~ )는 대한민국의 강릉 1급 심리 상담사회 회장이다.

## 경력
- 1974년 KBS 기자 입사
- 1995년 YTN 창립멤버로 입사